# Втеча містера Мак-Кінлі
«Втеча містера Мак-Кінлі» (рос. «Бегство мистера Мак-Кинли») — російський радянський двосерійний художній фантастичний фільм режисера Михайла Швейцера, знятий у 1975 році.
Дія фільму відбувається в одній із західноєвропейських країн. Клерк Мак-Кінлі мріє втекти від сповненого небезпек і непевності життя в майбутнє, скориставшись послугою заснути на сто чи й більше років у спеціальному газі. Але Мак-Кінлі бракує для цього грошей і він наважується піти на вбивство багатої старої.

## Сюжет
Перша серія. Фільм починається зверненням до глядачів Володимира Висоцького про те, що зараз вони побачать історію про «маленьку людину», містера Мак-Кінлі, з якої кожен зможе зробити свої висновки.
В одній із західних капіталістичних країн живе клерк Джейк Мак-Кінлі. Він має доволі заможне житло, непогану роботу в бюро патентів, але самотній. Мак-Кінлі відчуває, що його праця насправді непотрібна, він пригнічений залежністю від начальства та живе в страху перед війною, обіцянками якої нашпиговані новини. Одного разу він бачить рекламу мільйонера Сема Боулдера, котрий пропонує всім охочим зберегти себе в «колоїдному газі». Думка про це не дає Мак-Кінлі спокою, він довідується про винахідника газу, Жана-Поля Кокільона, який заснув та за роки ні трохи не постарів. Сему Боулдеру вдалося розгадати склад газу та пробудити Кокільйона, після чого він уклав з ним бізнесову угоду. Вони заснували мережу «сальваторіїв» — підземних сховищ, де за певну плату можна проспати сто чи й більше років. Мак-Кінлі ділиться з колегою, місіс Беттл, мрією втекти в майбутнє.
Мак-Кінлі відвідує сальваторій, розташований на глибині кількох кілометрів під землею. На екскурсії він спостерігає за вже заснулими й тими, хто тільки готується. Так, хтось сподівається знайти в майбутньому ліки від невиліковної хвороби, хтось — пережити Третю світову війну, а дехто — просто лишитися навічно на піку слави. Мак-Кінлі вирішує отримати все, чого йому бракує зараз, у майбутньому, але йому не вистачає грошей. Він намагається потай пробратися в капсулу для сну, але зазнає невдачі.
Боулдера критикують за те, що він заманює в сальваторії найкращих військових, учених і політиків. Той відповідає, що навпаки очищає світ від тих, ким керує страх за владу, гроші чи інші хибні цінності.
Друга серія. Мак-Кінлі вирішує добути грошей, убивши стару багату жінку, місіс Енн Шамвей. Він спершу планує підлаштувати автомобільну аварію, а перед цим втирається до жінки в довіру. Проводячи з жертвою все більше часу на різних заходах, Мак-Кінлі підказує місіс Шамвей тримати всі гроші вдома. Місіс Шамвей проникається симпатією до Мак-Кінлі та жалкує, що вони не зустрілися, коли були молодші. Зрештою вони задумуються про одруження, але Мак-Кінлі й далі плекає свою мрію про втечу в майбутнє.
Мак-Кінлі відвідує священника, в якого запитує чи обов'язково зло повинне передувати добру. Після розмитої відповіді він утверджується в думці, що повинен убити місіс Шамвей. Мак-Кінлі повертається додому пізно вночі, сповнений рішучості, але виявляє, що місіс Шамвей розкрила його задум і заздалегідь втекла. Вона лишила запис на магнітофоні, де зізнається, що Мак-Кінлі був дуже передбачуваний і це добряче розважило її.
Містер Мак-Кінлі думає втопитися, але його зупиняє волоцюга, який дорікає, що Мак-Кінлі піде з життя, зіпсувавши гарний костюм. Той віддає костюм і черевики волоцюзі, та випадково знаходить виграшний лотерейний білет. Грошей вистачає, щоб влаштувати пишне прощання зі знайомими та оплатити 250 років сну в сальваторії.
Він прокидається в 2225 році та зауважує, що персонал обслуговує його байдуже. Мак-Кінлі цікавиться як справи в світі, але йому не дають відповіді та випроваджують з сальваторію. Піднявшись на поверхню, Мак-Кінлі бачить пустелю, яку накривають вибухи.
Однак, за мить він отямлюється в себе вдома та розуміє, що виграш лотереї з подорожжю в майбутнє наснилися. Мак-Кінлі викидає лотерейний білет і робить місіс Беттл пропозицію одружитися. Коли вони йдуть разом на роботу, Мак-Кінлі дає стусана власнику автостоянки, що постійно б'є хлопчика-прибиральника, та наголошує, що з місіс Беттл не планує покидати свого дому, який вони вирішили облаштувати разом.

## У ролях
- Донатас Баніоніс —  містер Мак-Кінлі  (озвучив Зіновій Гердт)
- Жанна Болотова —  міс Беттл
- Ангеліна Степанова —  місіс Енн Шамвей
- Борис Бабочкін —  мільярдер Сем Боулдер
- Алла Демидова —  шльондра
- Володимир Висоцький —  вуличний співак Білл Сігер
- Олександр Вокач —  Баренс
- Софія Гаррель —  мадам Кокільон
- Леонід Куравльов —  містер Дроот
- Тетяна Лаврова —  місіс Перкінс
- Віктор Сергачов —  Жак-Поль Кокільон
- Володимир Кенігсон —  епізод
- Ольга Барнет —  міс Кетті Бенсон
- Юрій Волинцев —  товариш по службі Мак-Кінлі
- Ігор Кваша —  директор фірми SB-Salvatory
- Ігор Кашинцев —  Паркінс
- Олексій Сафонов —  священик
- Юрій Комаров —  доктор Френсіс Ліппінсток
- Микола Волков-ст. —  сенатор
- Віктор Семенов —  приятель співака
- Михайло Сидоркін —  шеф фірми Мак-Кінлі
- Лев Поляков —  приятель Мак-Кінлі
- Наталія Лебліх —  диявольська жінка
- Володимир Смирнов —  епізод
- Надія Самсонова —  Флоренс Скотт
- Расмі Джабраїлов —  Клієнт фірми (немає в титрах)
- Андрій Файт —  учений (немає в титрах)
- Інна Гула —  секретар (немає в титрах)
- Георгій Всеволодов —  екскурсант (немає в титрах)
- Олексій Ванін —  пан в сенаті (немає в титрах)
- Емілія Мільтон —  черниця на прес-конференції (немає в титрах)
- Ервін Кнаусмюллер —  гість фірми (немає в титрах)

## Знімальна група
- Режисер-постановник: Михайло Швейцер
- Сценарист: Леонід Леонов
- Оператор: Дільшат Фатхулін
- Художник: Леван Шенгелія
- Композитор: Ісаак Шварц